# Hamri
Pour les articles homonymes, voir Hamri (homonymie).
Hamri est une commune de la wilaya de Relizane en Algérie.